# Orsimonia filipes
Orsimonia filipes is een hooiwagen uit de familie Assamiidae.